# Erich-Mühsam-Gesellschaft

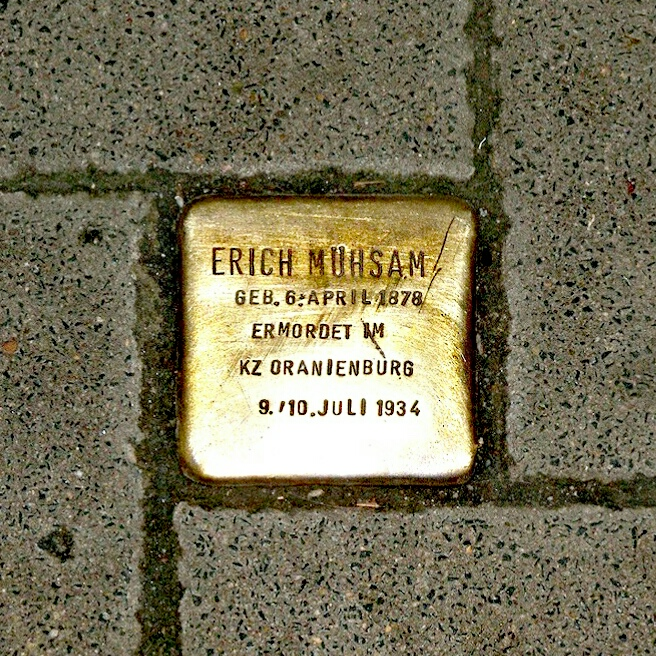
Stolperstein zum Andenken an Erich Mühsam

Die Erich-Mühsam-Gesellschaft wurde zum 111. Geburtstag Erich Mühsams am 6. April 1989 in Lübeck mit der Zielsetzung gegründet, über den anarchistischen Autor zu informieren und seine Werke einer interessierten Öffentlichkeit zugänglich zu machen.

## Die Gesellschaft
Als eingetragener Verein (e. V.) ist die Erich-Mühsam-Gesellschaft (E.M.G.) nach eigener Aussage „parteipolitisch, rassisch und konfessionell neutral“ und möchte das Andenken des anarchistischen Schriftstellers auch für die Zukunft bewahren. Im Sinne von Mühsam will sich die E.M.G. für soziale Gerechtigkeit, Frieden und Menschenwürde, gegen Unterdrückung und Diskriminierung mit der libertären Literatur des Anarchisten einsetzen.
Die ehrenamtliche Arbeit wird aus Spenden, Beiträgen und aus dem Verkauf von Publikationen finanziert. Einmal im Jahr findet in Malente eine Erich-Mühsam-Tagung mit Lesungen, Vorträgen, Gesprächskreisen und anderem statt.
Der Vorstand der Erich-Mühsam-Gesellschaft besteht aus sieben Personen. Die internen Inhalte und Zielsetzungen werden von den aktiven Mitgliedern bestimmt. Veranstaltungen gehören zu den Aktivitäten der Gesellschaft, so z. B. „Herrschaftsfreie Gesellschaftsmodelle in Geschichte und Gegenwart, sowie Perspektiven für die Zukunft“ (Erich-Mühsam-Gesellschaft). Mühsam war als Dramatiker, Kabarettist, Redner, Zeichner, Autor anarchistischer Werke
und als Lyriker bekannt geworden. Die Mühsam-Gesellschaft gibt zwei Publikationsreihen zur Information des vielseitigen Schriftstellers heraus: das Mühsam-Magazin und Schriften der Erich-Mühsam-Gesellschaft. Außerdem besteht ein umfangreiches Archiv im Lübecker Buddenbrookhaus.

## Erich-Mühsam-Preis
Von 1993 bis 2009 verlieh die Erich-Mühsam-Gesellschaft alle zwei Jahre, seit 2013 alle vier Jahre den Erich-Mühsam-Preis; dieser ist mit z. Zt. 3.000 Euro dotiert und soll jenen zukommen, die Mühsams Andenken fördern, indem sie seine Gedanken und seine Werke verbreiten oder Leben und Werk wissenschaftlich aufarbeiten, als auch Personen, die in Mühsams Sinne wirken, indem sie sich den kulturellen, politischen und sozialen Herausforderungen der Gegenwart stellen, die Verhältnisse nicht als gegeben hinnehmen, sondern im Sinne einer lebenswerten Zukunft nach befreienden Alternativen suchen.
Bisherige Preisträger: 1993: Graswurzelwerkstatt Köln – 1995: Andrea(s) Speck – 1997:Asylgruppe Ostertor in Bremen und das Lübecker Bündnis gegen Rassismus – 1999: Dietrich Kittner – 2001: Mumia Abu-Jamal – 2003: Tageszeitung „junge Welt“ – 2005: Felicia Langer – 2007: Komitee für Grundrechte und Demokratie – 2009: Gunter Demnig – 2013: Verleger Andreas W. Hohmann (Edition AV) und Jochen Schmück – 2016: Konstantin Wecker. Förderpreis: Lübecker Flüchtlingsforum – 2019: Chris Hirte und Conrad Piens. Förderpreis: Wanderverein Bakuninhütte
Postum zeichnete die Erich-Mühsam-Gesellschaft 2022 Rolf Verleger mit dem Preis aus.

## Erich-Mühsam-Fest
Unabhängig von der Erich-Mühsam-Gesellschaft wurde von der Lyrikerin Manja Präkels und ihrer Musikgruppe Der Singende Tresen 2001 das erste Erich Mühsam Fest im Fort Hahneberg, Berlin-Spandau, organisiert. Ein Jahr später hatte das Fest bereits einen „Festival-Charakter“. Es wurden Lesungen und drei Theateraufführungen gehalten, sechzehn Musikgruppen traten auf, Kurzfilme vom Internationalen Kurzfilmfestival Berlin (interfilm) wurden gezeigt. Anwesend waren auch Vertreter der Erich-Mühsam-Gesellschaft. In Berlin wurde 2003 das dritte Festival als Benefiz für die Opfer des Irak-Krieges gehalten. Mühsams Antimilitarismus wurde dabei in den Vordergrund gestellt. Organisatoren, Künstler, Redner, alle aktiv Beteiligten verzichteten auf ihre Honorare. Das vorerst letzte dreitägige Fest fand 2004 zu Mühsams 70. Todestag statt. Mittelpunkt waren „Faschismus und Intoleranz in der heutigen Gesellschaft“. Dieses Fest mit 120 Künstlern und 1.600 Zuschauern wurde lediglich von vier Personen organisiert. Im Juni 2011 veranstaltete die Anarcho-Syndikalistische Jugend (ASJ) ein kleineres Erich-Mühsam-Fest. Zum 80. Jahrestag der Ermordung Mühsams, im Sommer 2014, hat die Gruppe um Manja Präkels das Erich Mühsam Fest in seiner ursprünglichen Festivalform wieder ins Leben gerufen.

## Weiterführende Literatur
- Constanze Eisenbart: Erich Mühsam – Anarchismus als Traum von Menschlichkeit und Gerechtigkeit. in: Hans Diefenbacher (Hrsg.), Anarchismus – Zur Geschichte und Idee einer herrschaftsfreien Gesellschaft. Primus Verlag, Wissenschaftliche  Buchgesellschaft, Darmstadt 1996. ISBN 3-89678-013-1
- Bernd Drücke, Zwischen Schreibtisch und Straßenschlacht. Anarchismus und libertäre Presse in Ost- und Westdeutschland, Seite 323 bis 324 („Mühsam-Magazin“). Ulm 1998. ISBN 3-932577-05-1